# ウィリアム・ウィルソン・ハンター

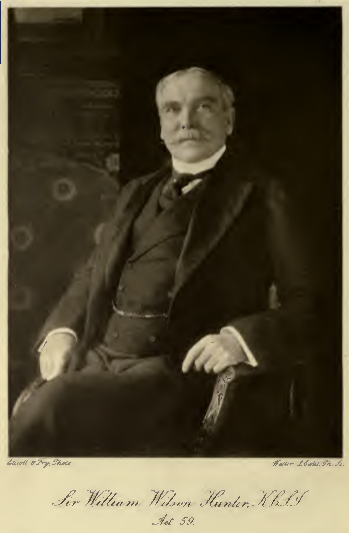

サー・ウィリアム・ウィルソン・ハンター（William Wilson Hunter、1840年7月15日 - 1900年2月6日）は、スコットランド出身のインド高等文官、歴史学者。『インド帝国地誌』(1881)の編纂で知られる。

## 生涯と業績
ハンターはグラスゴーで生まれ育ち、1860年にグラスゴー大学を卒業した。その後パリとボンでサンスクリットを学んだ。1862年にインド高等文官として赴任した。
1868年に古記録をもとにイギリス統治下のベンガル辺境地方の歴史を著した。非アーリア民族、とくにサンタル人とサンタル語について詳しく記している。
- The Annals of Rural Bengal. London: Smith, Elder, and co. (1868)

1872年に続編の『オリッサ』（2冊）を出版した。
- Orissa. 1. London: Smith, Elder, and co. (1872) 第2巻

1868年に非アーリア諸言語の分類単語集を出版した。ブライアン・ホートン・ホジソンが主になって収集した語彙集などをもとにしている。辞書に附属する論文でハンターは非アーリア諸言語がインドヨーロッパ語族の到来以前からインドに住んでいる原住民の言語であると主張した。
- A Comparative Dictionary of the Languages of India and High Asia. London: Trübner and co. (1868)

1869年、インド総督のメイヨー伯爵は、ハンターをインド全国の地誌編纂の責任者に任命した。1871年、ハンターはインド政府の統計長官に就任した。ハンターは自らベンガル・アッサム地方の調査を主導し、『ベンガル統計報告』（Statistical Account of Bengal、1875-1877、全20冊）、『アッサム統計報告』(Statistical Account of Assam、1879、2冊)を編纂した。他の地域の報告書をあわせると全部で128冊、6万ページになった。

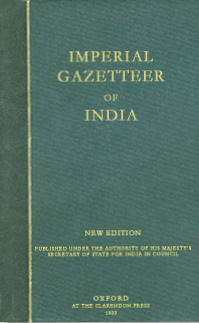
インド帝国地誌（第3版）

これらの報告書をもとに、ハンターは1881年に『インド帝国地誌』(The Imperial Gazetteer of India)を出版した。初版は9冊からなり、地名のアルファベット順に配列されている。第2版は1885年から1887年にかけて出版され、14冊からなる。ハンター没後の1908年には26冊に増えた新版（第3版）が出版された。
『インド帝国地誌』中の「India」の項目に関するハンターの記事は、のちに独立したインドの概説書として出版された。
- The Indian Empire (2nd ed.). London: Trübner and co. (1886)

ハンターは1880年に学校用のインドの歴史教科書を編纂した。この教科書は版を重ね、1907年に24版に達した。
- A Brief History of India (24th ed.). Oxford: Clarendon Press. (1907)

ハンターは1881年から6年間インド議会のメンバーをつとめ、またカルカッタ大学の副総長をつとめた。
1887年に退任して帰国し、オックスフォードに住んだ。オックスフォードでは複数の著者による『インドの統治者たち』シリーズ(The Rulers of India, 全28冊)を編纂した。ハンター自身はダルハウジー侯爵とメイヨー伯爵の時代について執筆した。ほかにこの時期に出版した著書には以下のものがある。
- The Old Missionary. Oxford: Henry Frowde. (1895)
- Life of Brian Houghton Hodgson. London: John Murray. (1896)
- The Thackerays in India. Oxford: Henry Frowde. (1897)

1898年から1899年にかけて、病気の息子の見舞いのためにバクーへ旅行した。帰国後インフルエンザを発病し、1900年に没した。
最晩年にイギリス領インド帝国の歴史を書いた。全5巻になる予定だったが、生前に出版されたのは1冊のみだった。没後に第2巻が出版された。
- A History of British India. 1. Longmans, Green, and co. (1899) 第2巻(1900)

## 栄誉
1869年にグラスゴー大学の法学博士(LLD)、1889年にオックスフォード大学の修士、1887年にケンブリッジ大学の名誉法学博士の学位を贈られた。
1878年にインド帝国勲章のコンパニオン(CIE)、1884年にインドの星勲章のコンパニオン(CSI)、1887年にナイト・コマンダー(KCSI)を受章した。
ハンターは王立アジア協会の副会長であったほか、国内外の多数の学術団体の会員だった。

## ハンター式
ハンターはインドの固有名詞をつづるために独自の翻字方式を開発した。この方式は早く1869年7月にできていたが、『インド帝国地誌』でこの方式を使用することが1870年に承認され、1871年に『インド固有名詞正書法ガイド』として出版された。
- Guide to the Orthography of Indian Proper Names. Calcutta: Government of India. (1871)

ハンターによると、当時行われていた翻字方式では母音のつづり方に関して3種類の異なる方式が行われていた。
1. 英語の母音のつづりをそのまま持ちこむ方式
2. 短い母音を u i oo、長い母音を a ee oo と記す方式（ジョン・ギルクリストが使用）
3. 短い母音を a i u、長い母音を á í ú と記す方式

このうち最後の方式（ハンターは「ウィリアム・ジョーンズ式」と呼ぶ）を採用した。しかしこの方式はダイアクリティカルマークが多すぎる問題があった。ハンターは「50あるサンスクリットの文字を26しかないラテン文字で正確に表記するのは無理である」とし、子音についてはダイアクリティカルマークを使わず、対象である英語圏の読者が説明なしで読んでも近似的な発音が得られるように設計した。これによって異なる音声が同じつづりになることがあった（歯音とそり舌音の区別がなされないなど）。
大都市名など、すでに固定した綴りが存在する地名はそのまま変更しない。
この翻字方式はのちにハンター式(Hunterian system)と呼ばれるようになり、その後に多少の変更が加えられたが（たとえば長母音を表すアキュートアクセントは『インド帝国地誌』3版ではマクロンに変えられている）、インドにおけるローマ字表記の標準として使われている。ミゾ語の正書法もハンター式をもとにしている。